# Shirdi Sai Baba
Ne doit pas être confondu avec Sathya Sai Baba.
Shirdi Sai Baba ou Sai Baba de Shirdi est un guru indien, fakir et yogi, qui enseigna à Shirdi (Maharashtra), né le 28 septembre 1838 et mort le 15 octobre 1918. C'est un des saints les plus populaires en Inde au XXe siècle, aussi bien pour les musulmans que pour les hindous (qui voient en lui un avatar de Dattatreya), ainsi que pour les zoroastriens.

## Biographie
On ne sait que peu de choses des origines de Sai Baba, à commencer par son vrai nom que l'on ignore encore. Son titre de Sai Baba révèle le métissage culturel qu'il incarne : Sai (« saint »), terme d'origine persane attribué à des ascètes musulmans, et Baba (« père » en hindi).
Il serait né dans le village de Pathri de parents brahmanes puis aurait été recueilli par des musulmans soufis,. Un certain Venkusha recueille à son tour l'enfant âgé de 4 ou 5 ans dans le village de Selu et deviendra son maître. Selon les sources, Venkusha était soit un guru brahmane soit un maître soufi. Sai Baba serait resté à ses côtés 12 ans avant de partir avec un fakir — possiblement Roshan Shah Miyan — avec qui il voyagea jusqu'à Shirdi.
Il arriva donc, inconnu de tous, âgé d'environ 16 ans dans le village de Shirdi. Vêtu de la tenue traditionnelle de fakir et pratiquant des exercices de yoga (Dhauti Kriya, Khanda Yoga...), il s'installa quelque temps sous un arbre puis dans une petite mosquée délabrée pour y vivre toute sa vie, recevant des dons qu'il redonnait aux pauvres.
À partir des années 1890, des disciples se regroupent autour de lui sous l'égide du Shirdi Sai Baba movement. Sa réputation grandit et l'on vient bientôt de tout le pays pour voir cet homme qui connaissait intimement tous les êtres et qui semblait vivre en permanence dans différentes réalités.
Il existe de nombreux récits hagiographiques de miracles opérés grâce à des siddhis (pouvoirs surnaturels),, tels des guérisons, bilocation, lévitation, clairvoyance, contrôle des éléments, omniscience... ainsi que des témoignages de personnes qui assurent l'avoir vu sous les traits de divinités hindoues (Shiva, Vishnou, Dattatreya...).
Des intouchables et lépreux rejetés de la société l'entourent. Plusieurs histoires relatent également la compassion et le lien spécial qu'il a avec les animaux.
Il fut enterré à sa demande dans un temple hindou qui lui est désormais consacré à Shirdi.

## Postérité

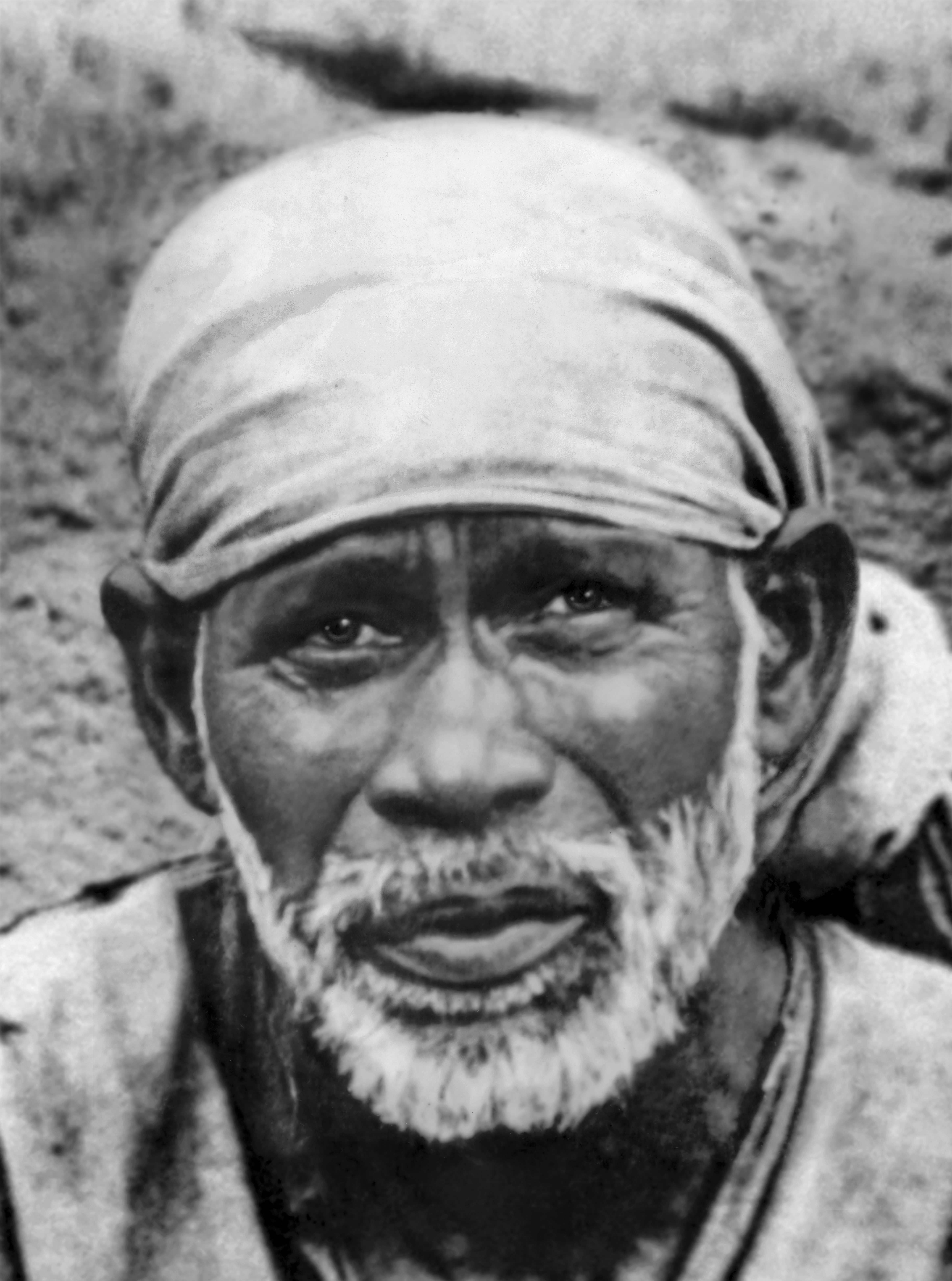
Portrait de Sai Baba.

Il est encore très vénéré par des millions de fidèles en Inde, son portrait y est omniprésent, notamment à Mumbai. 
Son temple, unique attraction de Shirdi, petite ville de 36 000 habitants, est devenu un important lieu de pèlerinage pouvant accueillir de 40 à 60 000 visiteurs par jour, voire jusqu'à 500 000 lors de certaines commémorations, tant et si bien qu'un aéroport a été construit pour faciliter sa desserte.
On estime que les dévots de Sai Baba se sont séparés en deux courants, dont le principal, l'original, se réclamant de Shirdi Sai Baba comprend 75 % des fidèles, tandis que les 25 % restants suivent le courant de Sathya Sai Baba de Puttaparthi. Ce dernier prétendait être la réincarnation de Shirdi Sai Baba.

## Enseignement
Refusant de se dire hindou ou musulman, il aurait déclaré se rattacher à la tradition de Kabir. Son enseignement est un mélange de soufisme et d'hindouisme dévotionnel (bhakti yoga). Il donna souvent des commentaires du Coran, de textes soufis, et d'écrits sacrés hindous. Il utilise les noms Râma, Allah ou Fakir pour nommer Dieu.
Sai Baba s'opposait à toutes formes d'orthodoxies ou de persécutions religieuses mais respectait toute pratique religieuse. Aucun dogme n'était supérieur à la foi.
Il encourageait ses dévots à prier, chanter le nom de Dieu, lire les textes sacrés (Coran pour les musulmans et Bhagavad-Gita pour les hindous) et en appliquer les recommandations dans une vie morale. Il préconisait de s'entraider, d'aimer toutes créatures vivantes sans discrimination. Tout en combattant l'athéisme, il montrait la voie du désintéressement et du contentement, de la charité et du partage.
Sa pratique rituelle était à la fois musulmane et hindoue. Ses pratiques musulmanes étaient : le salat, la lecture du Coran et l'écoute de qawwali. Ses pratiques hindoues étaient des prières et des offrandes, et il était un adepte du dhuni (en), le feu cérémoniel hindou perpétuellement entretenu, chantait aussi des bhajan hindou et n'était pas circoncis (il n'avait pas non plus les oreilles percées comme les hindous).

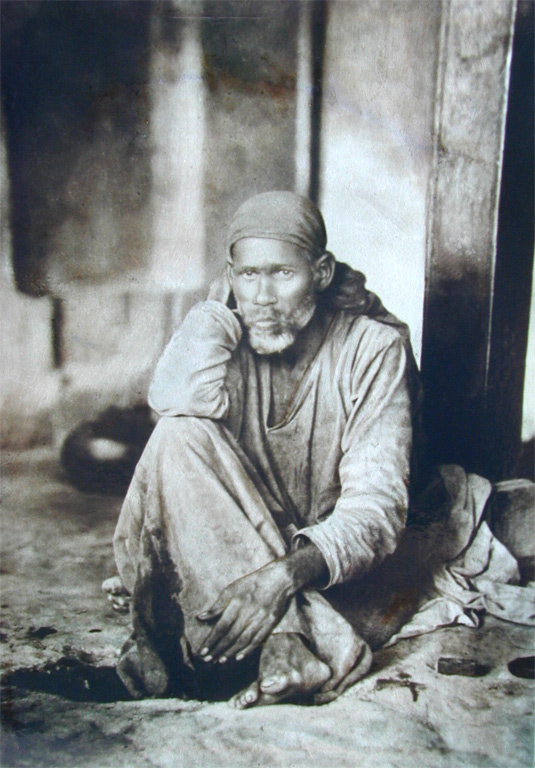
Sai Baba jeune.

## Paroles
- « Croyez-moi, même quand je serai mort, mes os dans ma tombe parleront, bougeront et communiqueront avec ceux qui s’abandonneront à moi sans réserve. Ne vous inquiétez pas à l’idée que je ne serai plus avec vous. Vous entendrez mes os parler et discuter de votre bien-être. Souvenez-vous toujours de moi, croyez en moi cœur et âme, vous en tirerez le plus grand bénéfice. »[3]

- « Allez partout où il vous plaira, faites tout ce que vous aimez faire, mais souvenez-vous bien de ceci : je sais tout ce que vous faites. Je suis le guide intérieur de tous les êtres et je demeure dans vos cœurs. J’enveloppe toutes les créatures, le monde mobile et immobile. Je suis le contrôleur, celui qui tire les ficelles du spectacle de cet univers. Je suis la Mère, l’origine de tous les êtres, l’Harmonie des trois gunas (tendances ou qualités qui gouvernent le monde), le Propulseur des sens, le Créateur, le Conservateur et le Destructeur. Rien ne fera de mal à celui qui porte son attention sur moi, mais  māyā (l’illusion) fouettera celui qui m’oublie. Les insectes, les fourmis, le monde visible, mobile et immobile, tout cela est mon corps, ma forme. » [3]

- « Le ciel est nuageux. Il va pleuvoir. Alors la récolte sera mûre et les nuages se disperseront. Pourquoi s'inquiéter ? » (Le ciel nuageux est l'état d'ignorance, la pluie est le don de Dieu qui fait mûrir la récolte. La dispersion des nuages permet au ciel de se dévoiler et de laisser apparaître la réalité divine) [14]

- « Je donne à mes disciples ce qu'ils désirent, alors ils commencent à désirer ce que je veux leur donner. » [15]

- « Je suis vous, vous êtes moi. Il n'y a aucune différence entre vous et moi. Ce qui vous constitue, me constitue. » [16]

- « Qui sommes-nous ? Nuit et jour réfléchissez-y. »  [17]

- « Tous les dieux sont Un. Il n'y a pas de différence entre un hindou et un musulman. Une mosquée et un temple sont identiques. »  [18]

- « Vous devez regarder à l'intérieur de vous, là où se trouve le Maître, le Guru. » [19]

- « Notre condition actuelle est toujours le produit de nous-même. » [20]

- « Contentons-nous de rester comme il nous a fait, et de soumettre notre volonté à la Sienne. Prenons ce qui vient. Soyons satisfaits et joyeux, jamais soucieux. Pas une feuille ne bouge sans Son accord ni Sa volonté. » [21]

## Controverse en Inde
Depuis 2014, une controverse théologique est apparue en Inde, à la suite d'un communiqué de Swami Swarupananda Saraswati, Shankaracharya de Dwaraka Peeth au Gujarat, un dignitaire religieux ultratraditionaliste hindou (au titre contesté depuis 26 ans) qui demande de ne considérer Sai Baba ni comme un saint ni comme un Dieu, car il se disait autant musulman qu'hindou. En réponse à cette déclaration des effigies du shankacharya ont été brûlées à Varanasi. Cette guerre de courants religieux est sur fond d'influence et d'argent. En effet, l'institution des quatre shankaracharya est respectée et prospère, mais elle voit de plus en plus le culte de Sai Baba gagner du terrain, à son détriment (le temple de Shirdi est le troisième en importance en Inde).

## Voir aussi

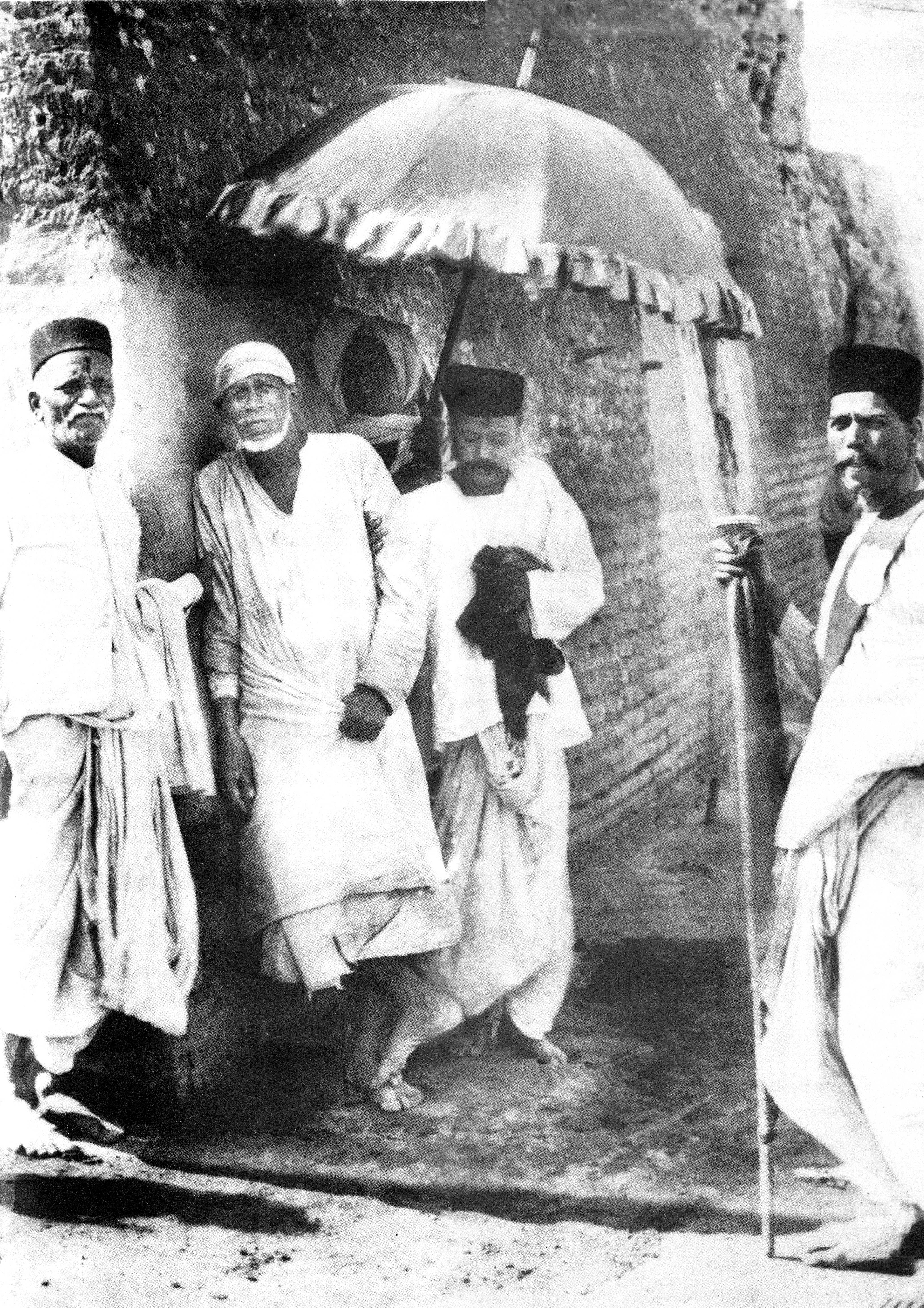
Sai Baba et ses disciples.